# روبرت لاباجالا
روبرت لاباجالا مواليد 5 يوليو 1984 في الفلبين، هو لاعب كرة سلة فلبيني. بدأ مسيرته الاحترافية في سنة 2010. يبلغ طوله 5 قدم 7 بوصة (1.7 م).

## المسيرة الاحترافية
لعب مع بارانجي جينبرا سان ميغيل من سنة 2010 إلى 2013، ثم لعب مع باراكو بول إنرجي في سنة 2014، ثم لعب مع تي إن تي كاتروبا في موسم 2014–2015.